# David Eugene Edwards

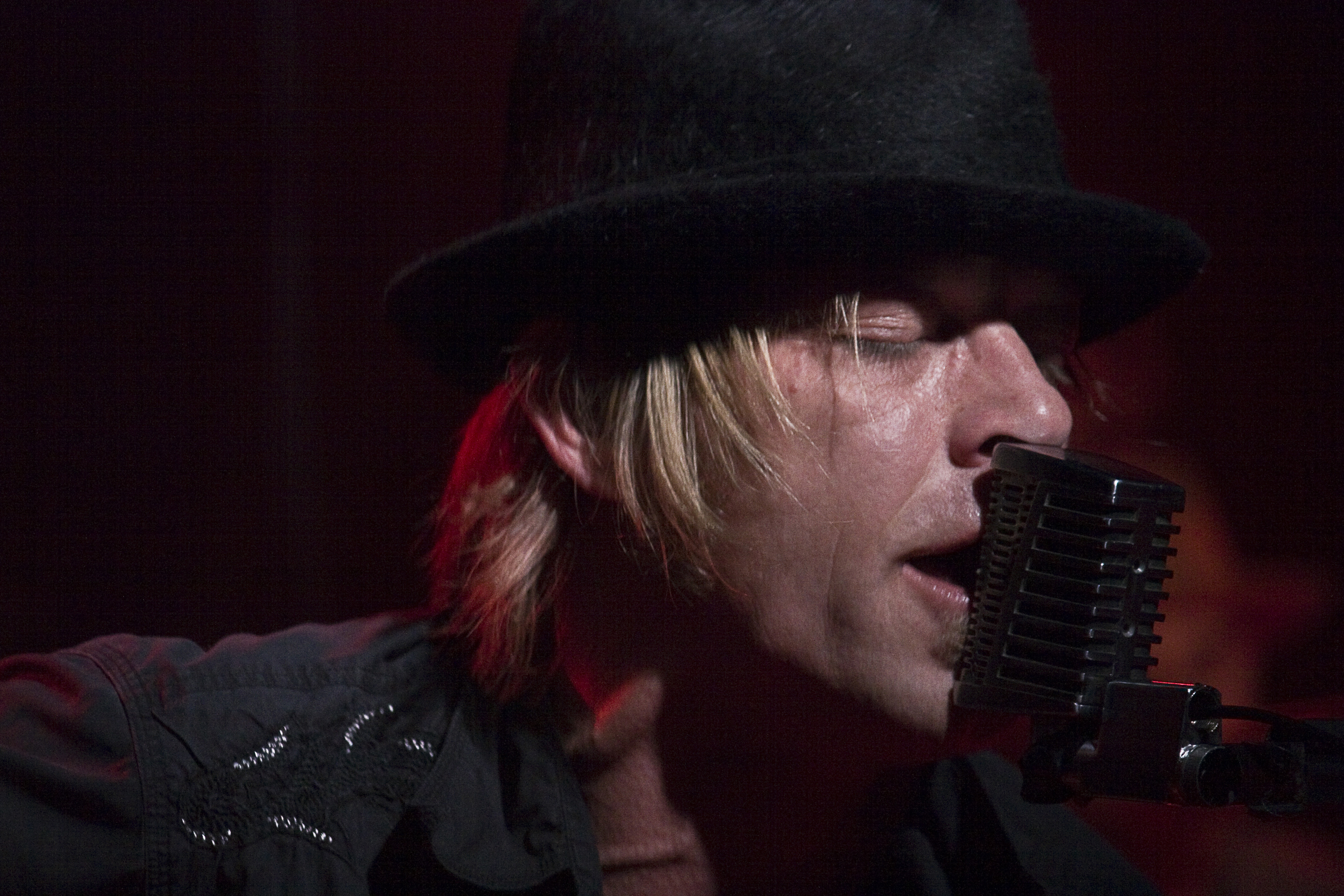
David Eugene Edwards (2010)

David Eugene Edwards (* 24. Februar 1968 in Englewood, Colorado) ist ein Alternative-Country-Musiker aus Denver, Colorado, der sich mit seinen Bands 16 Horsepower und Woven Hand einen Namen in der Musik-Szene machte.

## Leben
David Eugene Edwards wuchs in der religiösen Gemeinschaft der Kirche des Nazareners auf, wo er seine religiöse Prägung bekam. Sein Vater starb früh, und als Junge zog er oft mit seinem Großvater, welcher die Menschen mit Feuer-und-Schwefel-Predigten zurück auf den rechten Weg zu bringen suchte, durch die Lande. Über ihn ist 2000 ein Kurzfilm unter dem Titel David Eugene Edwards: The Preacher von Sarah Vos erschienen.
Edwards heiratete mit 17 Jahren. Er hat zwei Söhne – Asher (* 1987) und Elijah (* 1997). Ersterer spielte auf einigen Alben seines Vaters Streichinstrumente.

## Musik
Die Musik hat viele verschiedene Facetten. Wenngleich sie dem Alternative-Country zuzuordnen ist, besteht die Musik aus Elementen aus dem Folk, Bluegrass, Gospel und Alternative Rock; gelegentlich wurde sie auch als Gothic-Country bezeichnet.
Durch die Religiosität Edwards liegt auch der Schwerpunkt der Texte im religiösen bzw. spirituellen Bereich, beispielsweise das Hinweisen auf die unverdiente Gnade, die Gott den Menschen zuteilwerden lässt. Die Texte  erschöpfen sich jedoch nicht in leerem Lobpreis, sondern schildern in der Tradition der US-amerikanischen Wanderprediger in lebendigen, manchmal drastischen, kunstvoll kontrastierten und mit Metaphern durchwobenen Strophen von Schuld und Sühne die Versuchungen durch den Teufel und die äußerst unerfreuliche Konsequenz, die die Zurückweisung der Gnade Gottes für den verführten und fehlgeleiteten Menschen habe.

## Diskografie

### 16 Horsepower
- 1995: 16 Horsepower EP
- 1995: Sackcloth 'N' Ashes
- 1997: Low Estate
- 2000: Secret South
- 2000: Hoarse (live)
- 2002: Folklore
- 2003: Olden (Night Owl Studio Session. Denver, 1993/Kerr Macy Studio Session. Denver, April 1994/Live. Mercury Cafe, Denver, October 1994)
- 2008: Live March 2001

### Woven Hand
- 2002: Woven Hand
- 2002: Blush Music
- 2003: Blush (mit Ultima Vez)
- 2004: Consider The Birds
- 2006: Mosaic
- 2006: Puur (mit Ultima Vez)
- 2008: Ten Stones
- 2010: The Threshingfloor
- 2011: Black of the Ink
- 2012: The Laughing Stalk
- 2014: Refractory Obdurate
- 2016: Star Treatment
- 2022: Silver Sash

### David Eugene Edwards
- 2018: Risha (mit Alexander Hacke)
- 2023: Hyacinth